# На замену
«На замену» (англ. The Replacements) — американский мультсериал, премьера которого состоялась в 2006 году. Выходил с 28 июля 2006 по 30 марта 2009. Снято 2 сезона.

## Сюжет
Мультсериал повествует о сиротах-близнецах. Как-то они находят журнал, в котором указан адрес агентства по замене людей Флимко. С помощью этого агентства они заказывают себе новых родителей: маму-спецагента и отца-каскадёра. Вместе с новыми родителями Флимко даёт им телефоны с кнопкой F, нажатие на которую даёт возможность заменить кого угодно. Вместе с их родителями и их дядей Конрадом Флимом (это выясняется в одной из последних серий) они переживают много поучительных случаев.

## Персонажи

### Главные герои
- Тодд Дэринг (англ. Todd Daring) — ленивый и эгоистичный мальчик, полная противоположность своей сестры Райли.
- Райли Дэринг (англ. Riley Daring) — добрая и благородная сестра Тодда, любит учиться и играть кантри-музыку. Влюблена в Джонни Хитсвелла.
- Ричард «Дик» Марион Дэринг (англ. Richard "Dick" Marion Daring) — всемирно известный сорвиголова, приёмный отец Тодда и Райли, а также муж агента К. Одеждой напоминает Кика Бутовски из мультсериала «Сорвиголова Кик Бутовски». Обожает острые ощущения, поэтому постоянно разрабатывает схемы трюков. Не блещет интеллектом. Как только Дик слышит классическую музыку, автоматически падает в обморок. Пытается подружиться с Машиной, хотя Машина не хочет этого. Дик купил своей дочери мула по имени Принц Ржавых (Коричневых) Подков вместо лошади, как она хотела. Дик и Райли фанаты фильмов о Радужном единороге. Самым лучшим инструментом в своём арсенале считает клейкую ленту как он говорил: «Все можно исправить с помощью клейкой ленты!». Панически боялся клоунов, пока сам не исполнил его роль. Страдает гидрофобией, поскольку при выполнении одного из своих ранних трюков упал в бассейн с электрическими угрями. В 70-х Дик снимался в кино. Прекрасно готовит, намного лучше своей жены. Во время неудачных трюков на него очень часто нападают еноты, тигры и прочие опасные животные. Часто при выполнении трюков говорит «Поберегись!»
- Карэн Джейн «K» Милдред Дэринг (англ. Karen Jane "K" Mildred Daring) — приёмная мать Райли и Тодда. Имеет британское происхождение. Всегда пресекает правонарушения даже со стороны своих родных. Ужасно готовит, что можно заметить во многих сериях. Её шпионская карьера повлияла на её мировоззрение: она постоянно чувствует опасность даже тогда, когда таковой не наблюдается, говорит при этом «Живой я не дамся!». В круг её подозреваемых зачастую попадают приборы и техника, и её стараниями дом Дэрингов испещерен всевозможными тайными ходами и устройствами. Второе имя Кей — Милдред, и она ужасно боится сцены. Убирается в доме с такой же точностью и серьёзностью, как выполняет миссии. Играет на классической скрипке. Прекрасный боец, брала уроки у мастера Фу для того, чтобы разоблачить его банду, грабящую банки. Если она куда-то спешит, то улетает (в летательном костюме) прямо из комнаты, пробивая потолок. Знает немецкий язык, как она говорила «Семь лет за железным занавесом — невольно выучишь немецкий».
- Машина К.А.Р.Т.Е.Р.  (англ. Machine C.A.R.T.E.R.) — высокотехнологичный, говорящий семейный автомобиль Дэрингов с британским акцентом. Несмотря на искусственное происхождение обладает эмоциями, однако делится ими далеко не всегда (исключение составляет злорадство над неудачами Дика). Он помогает всем членам семьи Дэрингов кроме Дика. Он часто ругает Дика за его глупость и трюки, в которых Дик пытается задействовать машину. Чаще всего машина отпугивает Дика огромной пилой. Иногда его называют тачкой. Часто используют манёвр «Осло» — большую циркулярную пилу — при миссиях с Агентом Кей. Может трансформироваться в самолёт, вертолёт и прочие транспортные средства. Не любит когда его недооценивают в универсальности. Как и Райли, он является фанатом Дастина Дримлейка. Напоминает «Остин Хили». В теле робо-кота орал на Райли .
- Конрад Флим (англ. Conrad Fleem) — Конрад является таинственным владельцем компании «Флимко». Он приводит в исполнение заказы Тодда и Райли. У него очень длинные усы. Его лицо показывали в последней серии второго сезона, настоящий цвет его волос рыжий, так же, как и у Тодда и Райли. В конце концов выяснилось что Конрад — дядя близнецов, он решил открыть программу по замене, лишь из-за того, что не умеет воспитывать, а ему самому очень хотелось помочь близнецам. В детстве жил в деревне и был изгоем из-за его воображаемой девушки как Шелтон, именно из-за этого Шелтон со Звездой стали знакомы.

### Второстепенные персонажи
- Тацуми (англ. Tasumi) — одна из подруг Райли. Везде носит железный розовый экзоскелет. Часто говорит о Японии и показывает фотографии. Имеет так называемый «список врагов» куда неоднократно попадали Райли и Эбби. Своим злейшим врагом считает монстра по-имени «Гамазор». В серии «Тацуми без маски» выясняется что она японская кинозвезда, и она носит костюм чтобы её не узнали папарацци и фанаты. Влюблена в Джекобо, позже они стали встречаться. Во 2 сезоне Тацуми ходит без своей маски, так, как её рассекретила Райли.
- Эбби Уилсон (англ. Abbey Wilson) — одна из подруг Райли, зациклена на моде. У неё всё самое модное, но однажды она была застукана на распродаже. Она королева моды, а потом стала Мисс Кумкват, не без помощи Райли. По происхождению, афро-американка.
- Шелтон Клатцберри (англ. Shelton Klatzberri) — типичный ботаник, но считает что он крутой, а все остальные неудачники. Он не сильный, сутулый, у него видна челюсть, но это из за очков, у него они очень тяжёлые, а без них он прямой и очень красивый. Очень любит сериал «Звёздные путники» он в форуме на сайте Флимстер. Однажды в него влюбилась Звезда, но Шелтон бросил её из за того, что «не готов к настоящей подружке», женат, на вооброжаемой подруге Зельде. Еврей.
- Шейли Клатцберри  (англ.  Shelly Klatzberri) — сестра Шелтона. В отличие от Шелтона, если снять с её очки, то она останется такой же страшилой. Высокая и очень умная, как и Райли влюблена в Джонни Хитсвила. Еврейка.
- Джекобо Джекобо (англ. Jacobo Jacobo) — очень необычный мальчик. Джекобо — лучший друг Тодда, гений. У Джекобо очень хороший голос и он отлично поёт. Влюблён в Агента Кей, хотя встречается с Тацуми. Всегда цитирует умные фразы и прочие афоризмы, появляясь везде где только можно и даже где только нельзя.
- Базз Уинтерс (англ. Buzz Winters) — школьный хулиган, но уступает Ротвейлеру, очень глуп, Райли и Тодд считают его диким кабаном. Постоянно всех называет «лузерами». Он — копия своего отца. У него под кроватью полгода хранился кусок пиццы. Часто в мультфильме говорит фразы «Круто Базз!», «Так бы за собой и записывал!».
- Сьерра МакКул (англ. Sierra McCool)— солистка группы поддержки и самая популярная девочка в школе. У неё есть свои лучшие подруги, близняшки Дженнифер (англ. Jennifer) и Клаудия (англ. Claudia). Очень эгоистична и самолюбива. Поклонница сериала похожего на «Звёздный путь» который смотрит Тодд, но как правило скрывает это. Всегда называет Райли старомодной, но однажды вместе со всей школой взялась копировать её образ.
- Доктор Скорпиус (англ. Dr. Scorpius) — Безумный злодей, главный соперник Агента «К», но всегда ей проигрывает. Шепелявит из-за брекетов. Появляется почти в каждой серии, в доме Дэрингов.
- Фил Могилл (англ. Phil Mogill) — Механик и постановщик трюков Дика Дэринга. В своём умении далеко не компетентен, и половина трюков поставленных Филом зачастую заканчивается неудачно. Тем не менее Дик считает его самым лучшим постановщиком и спрашивает советы как в области трюков, так в области семейных отношений. Хотя сама Райли по нескольку раз заменяла его.
- Звезда Кино (англ. The Star of Cinema) — Поп-звезда, бывшая девушка Шелтона. В отместку за расставание почти досняла злой фильм о Шелтоне.
- Гордон Глайд-Райт (англ. Gordon Glide-Wright) — Каскадёр, не менее известный чем Дик Дэринг, но не имеет такой славы, и поэтому он главный соперник Дика и нередко пытается выведать у Дика местоположение его чертежей трюков. В серии «Романтичные Дэринги» даёт Дику романтические советы (так как Райли заменила на него Фила), и собирался украсть проекты трюков Дика, но его вовремя разоблачает Кей.
- Карсон Палмер (англ. Carson Palmer) — Известный игрок по американскому футболу.
- Уотсон Флим (англ. Watson Fleem) — Один из сотрудников «Флимко», который участвует в эпизодах, когда Райли или Тодд звонят Конраду и просят заменить кого-либо. Уотсон невысокий, коренастый мужчина с усами. Одет в фирменный комбинезон компании «Флимко». Присутствует только в эпизодах, когда Тодд и Райли звонят Конраду.
- Эдди Флим (англ. Eddie Fleem) — Второй сотрудник компании «Флимко». Он тоже участвует в эпизодах замен. Высокий симпатичный парень в фирменном комбинезоне «Флимко».

## Озвучивание
| Персонаж      | Английское озвучивание                              |
| ------------- | --------------------------------------------------- |
| Тодд Дэринг   | Нэнси Картрайт                                      |
| Райли Дэринг  | Грей Делайл                                         |
| Агент Кей     | Кэт Сьюси                                           |
| Дик Дэринг    | Даран Норрис                                        |
| Эбби Уилссон  | Эрика Хаббард (сезон 1), Темпестт Блэдзой (сезон 2) |
| Сьерра МакКул | Тара Стронг                                         |